# Holstein-Stadion
El Holstein-Stadion se ubica en Kiel, en el estado federado de Schleswig-Holstein, Alemania. Su equipo titular es el Holstein Kiel, club que actualmente juega en la Bundesliga.
Desde 1911 Holstein Kiel lleva en esta ubicación de sus partidos en casa. Por tanto, es uno de los lugares más antiguos y de mayor tradición en el fútbol alemán. El lugar es uno de los veinte más antiguos de Alemania y es el más antiguo de Schleswig-Holstein, sobre la base del estadio, además de un negocio de centro de rehabilitación y el restaurante también incluye un gimnasio y un campo de entrenamiento detrás del Norte (lugar Ernst Foge).

## Historia

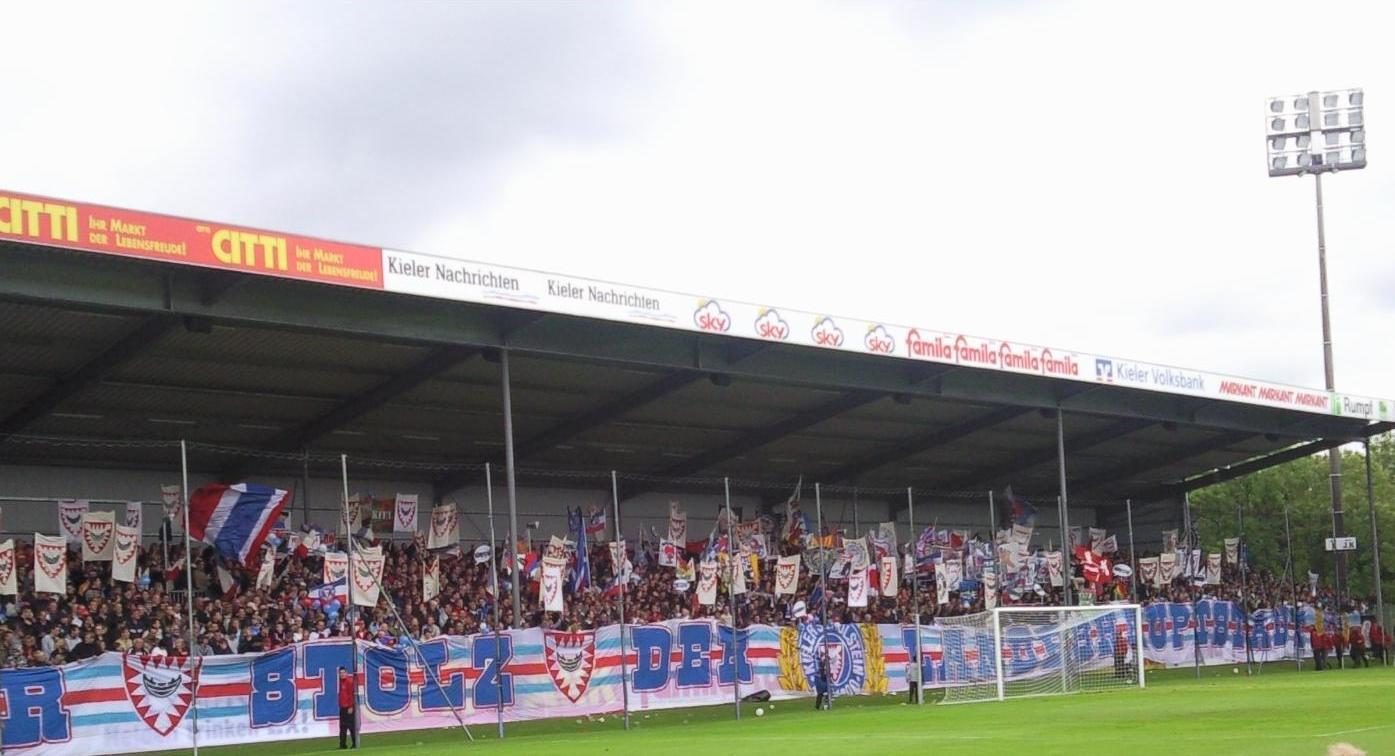
Tribuna este.

El estadio se inauguró después de cuatro meses de construcción. Los gastos ascendieron a continuación a 14.500 Goldmark, que han probado el espacio (8800 ℳ) y la tribuna de madera (5700 ℳ).
La Holstein-Platz se amplió en 1922 después de un devastador tornado y ampliada. Además se añadieron nuevas cerchas de admisión de adición en la tribuna, por lo que el estadio ofreció unos 8.000 espectadores en 1923; 1927 fue una conversión general al campo de deportes en vez (por ejemplo, el establecimiento de una pista de atletismo) y en los años 40 ofreció el estadio de 18.000 espectadores. El estadio fue gravemente dañado por los bombardeos durante la Segunda Guerra Mundial y en 1949 comenzó con la reconstrucción del mismo. 
El 28 de junio de 1950, la actual tribuna principal se inauguró con un encuentro ante el FC Schalke 04 (2 : 2). Tras la ampliación de las cerchas en la recta opuesta, el estadio ofreció 30.000 espectadores. Apenas cuatro días después de la primera final oficial se celebró en el campeonato de campo de balonmano de Alemania después de la Segunda Guerra Mundial entre THW Kiel y el Hamburgo SV ante 22.000 espectadores, de los cerca de 10 hosts: ganaron 9. En 1957, los reflectores fueron estrenados con un partido contra el Fortuna Düsseldorf (0 : 0) en 1965, el estadio oficialmente renombrado Holstein-Platz a Holstein-Stadion. En 1973 se vendió el club debido a la deuda (causada por daños en la cantidad de 40.000 DM por un tornado en 1971) y con problemas de liquidez, al área de la ciudad de Kiel. En 1975, el estadio reconstruido después de la venta a la ciudad, con la excepción de 1975, fue en el estadio remendado sobre donde se construyó en 2006, que aprobó también la capacidad de ingreso disminuyó con el tiempo para 13.500 lugares.

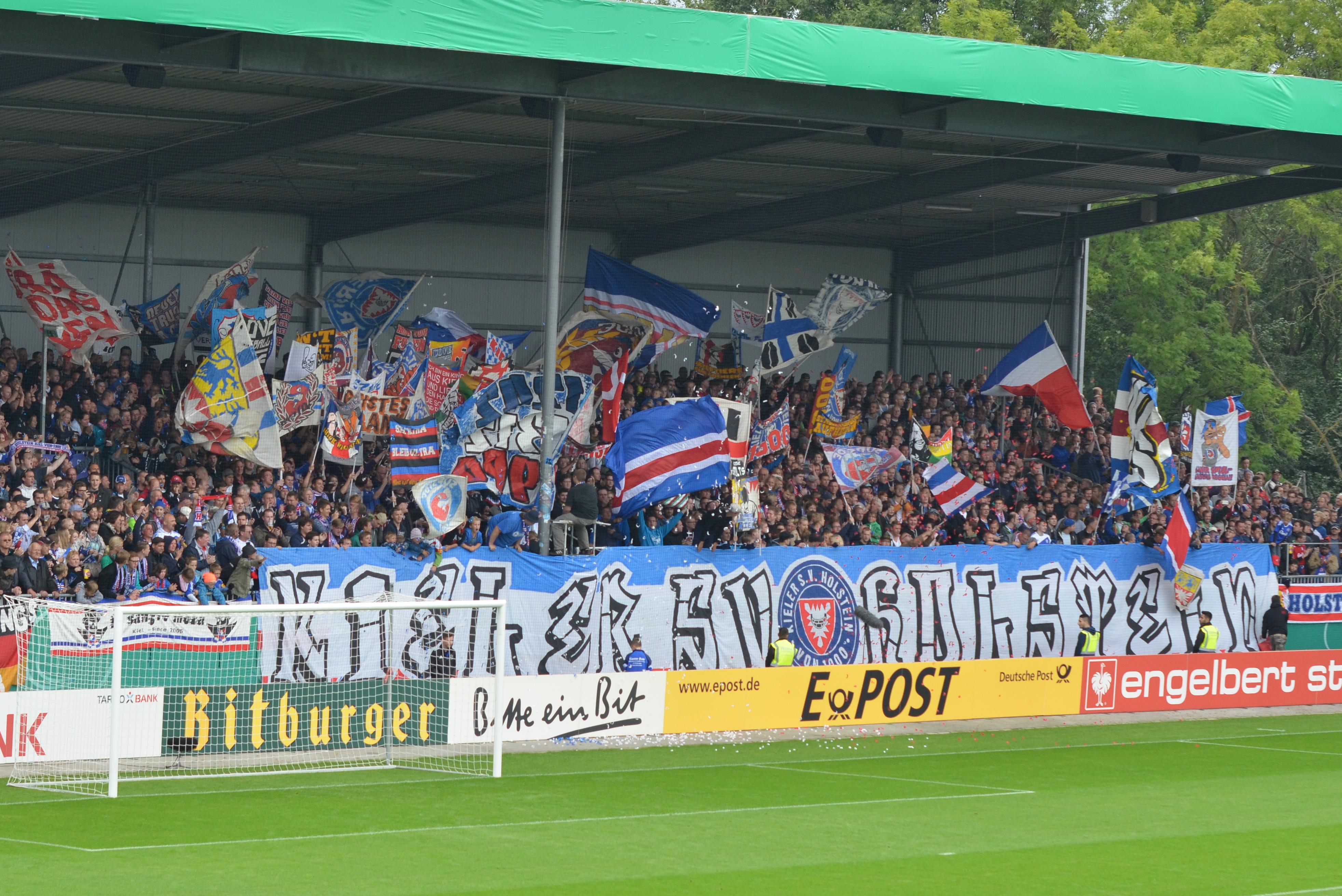
Soporte Oeste / curva del Sur con el Bloque I.

El estadio era antes en Mühlenweg 297, después de la reconstrucción de la carretera en 1995 es la dirección actual del estadio quincuagésimo-primero Westring.

## Renovación del estadio

### Renovación 2006

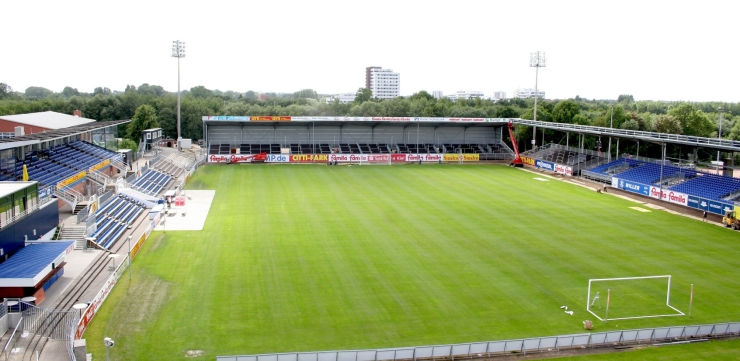
Imagen del estadio recién adecaudo en 2006.

Al final de la temporada 2005/2006, la Liga Alemana de Fútbol (DFL), determinaron que el estadio había sido clasificado por las autoridades responsables de la concesión de licencias órganos de control de la DFB como ya no operable. Este hizo llamar a las extensas renovaciones con la DFL, incluyendo un aumento de la capacidad total y asientos, una reflectores de televisión, y ciertas medidas de seguridad. Ante el incumplimiento de las estipulaciones de la DFB, Holstein Kiel amenazó con retirar la licencia, lo que habría celebrado el club que para calificar en el caso de un ascenso a la 2. Bundesliga. Después de que el Ayuntamiento de Kiel y el Holstein Kiel Marketing GmbH han diseñado un plan para recaudar alrededor de 1,8 millones de euros para la rehabilitación. La ciudad de Kiel pagó € 1.000.000 que se utilizaron exclusivamente a los requisitos de seguridad de la DFB y para cumplir con la Ordenanza de la Asamblea de Schleswig-Holstein, del 5 de julio de 2004 y el club brindó el resto del dinero 800.000 euros.
Entre las principales mejoras incluyen la eliminación de pasos de concreto en ruinas que antiguamente rodeaban el terreno de juego. En lugar de las antiguas traviesas de pie equipados con rompeolas y nuevos insumos, dos nuevos recubrimientos de acero tubular cubierto que se encuentran en el antiguo espaldar derecho y detrás de la puerta oeste tras haber surgido.
El stand del Norte está equipado con 954 asientos, enmarcado por dos bloques para la entrada general por 1200 espectadores. El ex curva West fue reemplazado por el de 81 metros de largo tribuna oeste, que ofrece 3.380 plazas de pie. Ambas tribunas están casi doce pies de alto y ahora de vuelta a solo seis (espalda recta) u ocho metros de la zona de juego de zoom. Las filas de stand-up de bloque de invitado en el stand del Este cuentan con rompeolas y alrededor de 400 metros de una nueva valla. Al rediseñar el camino de acceso al estadio independiente para los jugadores, árbitros y otros funcionarios fue posibles. Además, se colocaron nuevos quioscos, y unas casetas de policía. La capacidad después de la reconstrucción es 11.386 asientos y se puede ampliar a 15.000, lo suficiente para satisfacer las condiciones de una licencia de segunda división. Al convertir la acústica ha mejorado notablemente, de modo que los cantos ahora se pueden escuchar más allá de los límites de los bloques en todo el estadio.

### Renovación 2009

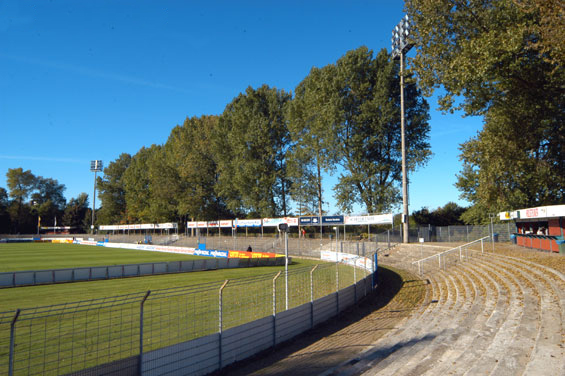
La DFB dijo que el viejo Holstein-Stadion ya cumplió su tiempo de vida útil.

La cuestión del nuevo estadio se volvió a rodar como la Holstein-Stadion fracasó de nuevo para cumplir con los requisitos cada vez mayores de la DFB 3. Liga y esta vez incluso los requisitos de la Regional (cuarta división) por el tercer ascenso división de 2009. Un nuevo plan de financiación fue creado, que ascendieron a aproximadamente a € 4.050.000. La cantidad se utilizó para cumplir con los requisitos de licencia del Holstein-Stadion para la 3. Liga y la cuarta división de la liga, y en gran medida para la ampliación del centro de formación de jóvenes Projensdorf. El club Holstein Kiel paga € 2.131.100, el Gobierno Federal y el Estado federado de Schleswig-Holstein, en conjunto 1.058.900 euros y la ciudad de Kiel el resto de alrededor de € 860.000.
La edición de licencia más necesaria era la iluminación juego de campo. Mientras que los viejos mástiles reflector lograron parcialmente únicos valores por debajo de 250 lux y exigieron de salida mínima DFB de 400 lux significativamente rebajada, se iluminan los cuatro nuevos 40,3 metros altas torres de iluminación compatible con TV con 800 lux y puede continuará ser adaptados a 1200 lux. Otros trabajos de construcción que requiere la DFB e implementó eran zonas de amortiguamiento en los bloques de espectadores, las nuevas salidas de emergencia, iluminación de emergencia, incluyendo la fuente de alimentación de emergencia, fijación de plazas de aparcamiento, un vídeo portero, un cuartel general de la seguridad y los requisitos técnicos de los medios. La construcción del estadio comenzó el 22 de junio de 2009 y se cerró a finales de septiembre de 2009. Las nuevas torres de iluminación se inauguraron el 2 de octubre de 2009, en el partido contra el equipo de VfB Stuttgart II (2 : 0).
Desde mediados de agosto de 2011, el Holstein-Stadion adorna una pared de 40 m² LED, que está a la vuelta de la esquina y los huéspedes detrás de la puerta. La pantalla de vídeo se inauguró el 26 de agosto en el juego regional contra SV Wilhelmshaven. (4 : 2) El costo de la pared del LED ascendió a € 200,000.
Desde finales de julio de 2013, el lugar tiene un nuevo drenaje y por primera vez en un sistema de calefacción de suelo. El costo de la reconstrucción mide la cantidad de hasta 700.000 euros.

## Panorámicas

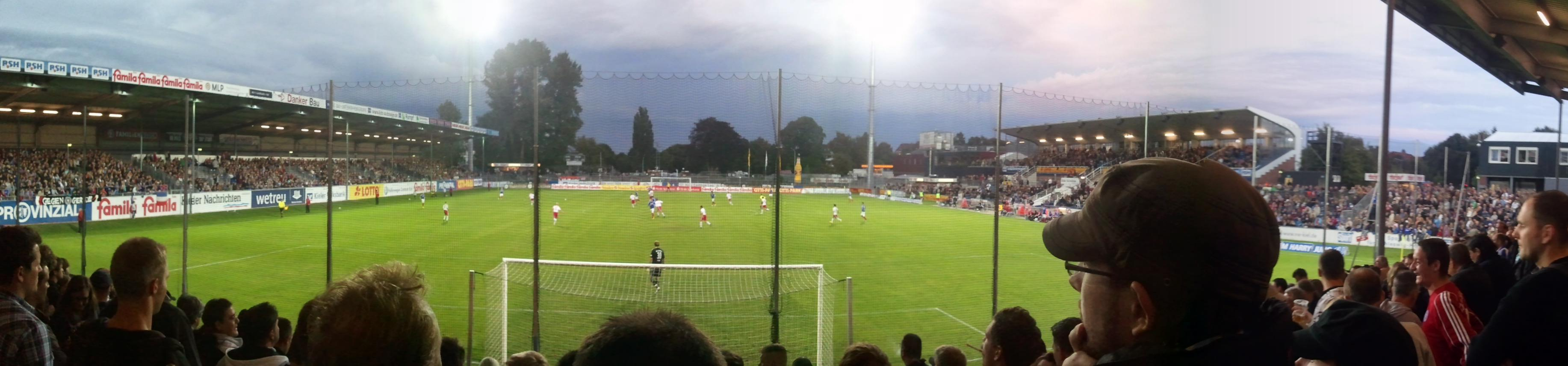
Imagen tomada de la curva de West stand del Sur. En el fondo dos de los cuatro 40.3 metros de altura con los nuevos mástiles del reflector.

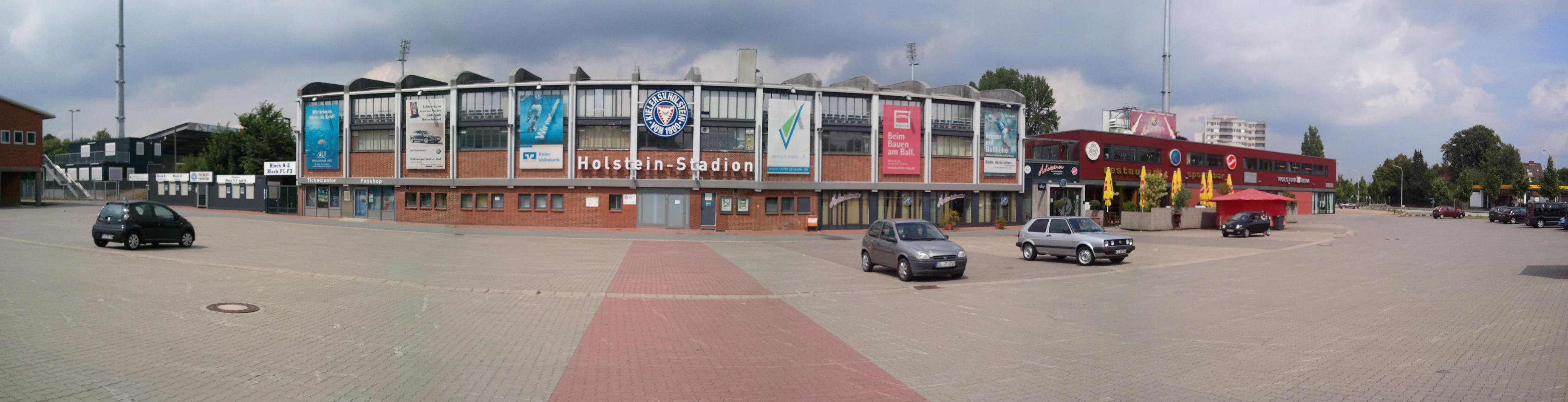
Foto tomada desde el estacionamiento.

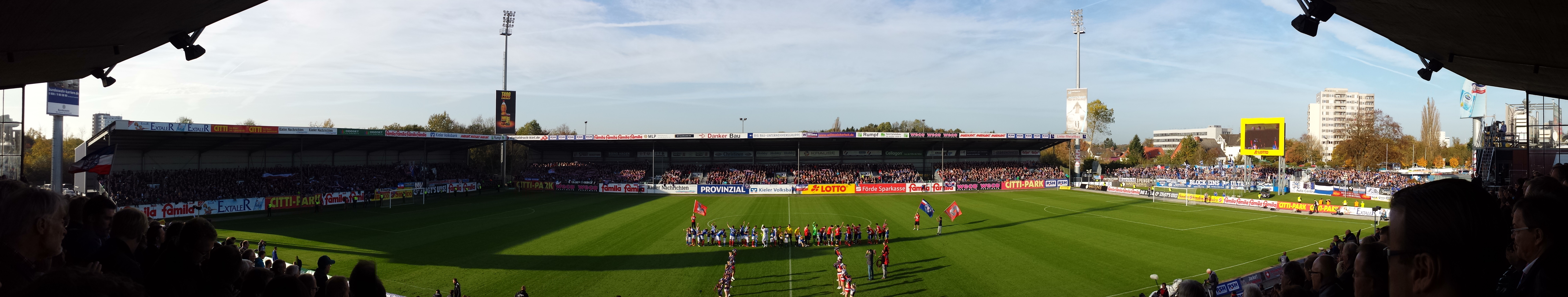
Otra imagen tomada de la tribuna. En la zona de invitados gran pared de pantallas LED de 40 m².